# Фатіх Карагюмрюк
«Фатіх Карагюмрюк» (тур. Fatih Karagümrük SK) — турецький футбольний клуб з кварталу Карагюмрюк стамбульського району Фатіх, в даний час виступає в турецькій Суперлізі. Домашні матчі команда проводить на стадіоні «Вефа», що вміщає близько 12 500 глядачів.

## Історія
Клуб був заснований навесні 1926 року завдяки зусиллям Мухтара Бея і об'єднанню молодіжних команд «Аджичешме» і «Карагюмрюк Генчлері». Тоді ж були обрані і червоно-чорні кольори, що символізують полум'я і дим. «Фатіх Карагюмрюк» грав у турецьких лігах до 1942 року, коли з ініціативи міністра освіти Хасана Алі Юджеля він був позбавлений поля, яке перейшло до спортивного клубу «Вефа», розташованого в районі Еміненю. В результаті «Фатіх Карагюмрюк» не виступав до 1946 року.
14 липня 1946 року червоно-чорні відновили свою діяльність під назвою «Карагюмрюк Генчлік» (тур. Karagümrük Gençlik Kulübü). Клуб взяв участь у першому професіональному чемпіонаті Туреччини, організованому в 1959 році. У головній турецькій лізі команда грала ще чотири роки, вилетівши за підсумками сезону 1962/63. Сезон 1983/84 став останнім на довгий час в еліті турецького футболу для команди із Стамбула. Лише у 2020 році «Карагюмрюк» повернувся до Суперліги. Тоді команда посіла п'яте місце в турнірній таблиці в Першій лізі, але в серії плей-оф зуміла здобути право підвищитися в класі.

## Суперники
Найбільш принциповим суперником «Фатіх Карагюмрюка» є «Касимпаша» з сусіднього стамбульського району.